# Irena Atenska
Irena Atenska (grško: Ειρήνη η Αθηναία [Eirene e Athinaia]), s pravim imenon Irena Sarantapehaina (grško: Ειρήνη Σαρανταπήχαινα [Eirene Sarantapehaina]), cesarica Bizantinskega cesarstva od leta 797 do 802, * okoli leta 752, † 9. avgust 803.
Pred prihodom na prestol je bila od leta 775 do 780 soproga vladajočega cesarja Leona IV., od leta 780 do 797 pa regentka za svojega sina Konstantina VI.. Pogosto se omenja, da se je naslavljala z basileus (βασιλεύς - imperator) in ne z basilissa (βασίλισσα - imperatorka, cesarica), čeprav je moško obliko vladarskega naslova v resnici uporabila samo trikrat. 

## Zgodnje življenje in prihod na oblast
Irena je bila rojena v Atenah v grški plemiški družini Sarantapehos. Bila je sirota in zanjo je skrbel stric Konstantin Sarantapehos, patricij in morda strateg Grške teme. 1. novembra 769 jo je cesar Konstantin V. odpeljal v Konstantinopel in jo 17. decembra istega leta poročil s svojim sinom Leonom IV.. Za njeno izbiro in poroko ni nobenega jasnega razloga, zato nekateri zgodovinarji namigujejo, da je bila izbrana na reviji nevest, na kateri so dekleta, godna za možitev, paradirala pred ženini, dokler niso bila izbrana. 
14. januarja 771 je rodila sina, bodočega cesarja Konstantina VI.. Ko je Konstantin V. septembra 775 umrl, ga je nasledil sin Leon, ki je bil ikonoklast, vendar je do ikonodulov vodil zmerno politiko. Njegova politika se je kasneje zaostrila in avgusta 780 je kaznoval mnogo dvorjanov zaradi čaščenja ikon. Izročilo pravi, da je cesar odkril ikone celo med tajnim pregledom Irenine osebne lastnine in od takrat dalje z njo ni več delil zakonske postelje. Kakor koli že, ko je Leon 8. septembra 780 umrl, je Irena kljub temu postala regentka za njunega devet let starega sina Konstantina.
Po prevzemu oblasti se je takoj soočila z zaroto, s katero so nameravali na prestol posaditi kaisarja Nikeforja, polbrata Leona IV.. Irena je težavo premagala tako, da je Nikeforja in njegove pomagače posvetila v duhovniški stan in jih s tem onemogočila dostop do oblasti in jim ukazala, da na Božični dan vodijo sveto obhajilo. 
Že leta 781 je začela iskati tesnejše vezi s Karolingi in papežem in izpogajala  poroko svojega sina z Rotrudo, hčerko Karla Velikega in njegove tretje žene Hildegarde. Šla je celo tako daleč, da je na Karlov dvor poslala učitelja, ki je nevesto učil grščine. Leta 787 je zaroko proti sinovi volji razdrla.
Kmalu zatem je morala zatreti vstajo, ki ko je vodil sicilski strateg Elpidij. Njegovo družino so aretirali in mučili, na Sicilijo pa poslali ladjevje, ki je uspešno porazilo Sicilce. Elpidij je pobegnil v Afriko, kjer je dezertiral k Arabcem. Po porazu Konstantinovega generala Mihaela I. Lahanodrakona med napadom Arabcev na vzhodno mejo cesarstva, je strateg Bukelarijske teme Tacat prebegnil k Arabcem. Mirovni pogovori z Arabci so propadli in Irena je morala za triletno premirje plačevati letni tribut v višini 70.000 ali 90.000 dinarjev. Poleg tega je morala Arabcem dati 10.000 svilenih oblačil ter vodnike, oskrbo in dostop do tržnic med njihovim umikom.

## Vladanje in rešitev ikonoklastičnega spora
Irenin največji dosežek je bila obnovitev pravoslavnega čaščenja ikon s podobami Kristusa in svetnikov. Ko je bil leta 784 za konstantinopelskega patriarha izvoljen eden od njenih pristašev Tarasij, je sklicala dva cerkvena koncila. Prvega, ki je bil sklican leta 786 v Konstantinoplu, so preprečili nezadovoljni vojaki. Drugi koncil (sedmi ekumenski koncil), ki je bil sklican leta 787 v Nikeji, je formalno obnovil čaščenje ikon in znova združil Vzhodno cerkev z Rimom.
Izboljšanje odnosov s papežem ni preprečilo izbruha vojne s Franki, ki so leta 788 osvojili Istro in Benevento. Poleg omenjenih izgub je imela Irena tudi nekaj vojaških uspehov: leta 782 je njen protežiran dvorjan Stavricij podjarmil Slovane na Balkanu in položil temelje bizantinske širitve in ponovne helenizacije Balkana. Na vzhodu so cesarstvo stalno pustošili Arabci, zato je morala leta 782 in 798 sprejeti mirovne pogoje, ki sta jih postavila kalifa al-Mahdi in Harun al-Rašid.
Ko se je sin Konstantin približeval polnoletnosti, so se zaradi njenega avtokratskega vladanja začeli širiti nemiri, ki jih je cesarica s silo zatrla. Od takrat dalje je od podložnikov zahtevala, da prisegajo zvestobo samo njej. Nezadovoljstvo je leta 790 preraslo v odkrit upor in vojaki, na čelu z Armenci, so razglasili Konstantina za samostojnega cesarja.
Med Konstantinom in Ireno je vladalo navidezno prijateljstvo, zaradi katerega je Konstantin leta 792 Ireni uradno potrdil naslov cesarice. Rivalstvo med njima je ostalo in Irena je spretno spletkarila s škofi in dvorjani in v svojo korist organizirala številne zarote. Konstantin je moral pobegniti na podeželje, pa še tam so ga obkrožali številni zarotniki. Leta 797 so ga njegovi spremljevalci na azijski obali Bosporja aretirali in ga odpeljali v Konstantinopel, kjer so mu iztaknili oči. Nekaj dni kasneje je zaradi ran umrl. 
Pogosto se trdi, da se je Irena kot vladarica podpisovala z basileus (βασιλεύς) – imperator in ne z basilissa (βασίλισσα) – imperatorka, v resnici pa je takšen naslov napisan samo na treh mestih: na dveh dokumentih, na katerih se je podpisala z "imperatorka Rimljanov" in na njenem zlatniku, ki so ga našli na Siciliji. Napisi na zlatniku so obrabljeni, zato je težko reči, za katero obliko naslova gre. Na vseh drugih dokumentih, kovancih in pečatih je uporabljala naslov basilissa.

## Zapuščina
Vladale je pet let od leta 797 do 802. Papež Leon III., ki je potreboval zaveznike proti svojim nasprotnikom v Rimu in je gledal na bizantinski prestol kot da je prazen, ker na njem ni bilo moškega vladarja, je leta 800 za bizantinskega cesarja kronal Karla Velikega. Njegovo dejanje je za Bizantinsko cesarstvo in pravoslavno cerkev pomenilo žalitev in je še poglobilo razkol med pravoslavno in katoliško cerkvijo. Irena naj bi se kljub temu začela dogovarjati o svoji poroki s Karlom Velikim. Teofan Spovednik, ki edini omenja te dogodke, trdi, da je načrte preprečil Ecij, eden od njenih ljubljencev, ki se je sam hotel dokopati do prestola.
Leta 802 se je proti njej zarotila visoka aristokracija in na prestol posadila finančnega ministra (logothetēs tou genikou) Nikeforja. Ireno so izgnali na Lesbos in jo prisilili, da se preživlja s predenjem.  Naslednje leto je umrla. 
Njena vnema pri obnavljanju ikon in samostanov je povzročila, da jo je menih Teodor Studit poveličeval kot svetnico Vzhodne pravoslavne cerkve, vendar ni bila nikoli kanonizirana. Trditve o njeni domnevni kanonizaciji se pojavljajo samo v zahodnih virih. Njena kanonizacija ni omenjena niti v Menaionu, uradni liturgični knjigi, ki vsebuje seznam maš za posebne priložnosti in godove svetnikov, niti v Življenju svetnikov Nikodema Hagiorita ali drugih knjigah pravoslavne cerkve s podobno vsebino.

## Družina
V zakonu s cesarjem Leonom IV. Hazarjem je imela sina Konstantina VI., katerega je nasledila na bizantinskem prestolu. Irenino sorodnico Teofano je cesar Nikefor I. Logotet izbral za nevesto svojemu sinu Stavrakiju. Neimenovana ženska sorodnica se je leta 776 poročila z bolgarskim vladarjem  Telerigom. Irena je imela tudi nečaka z nepoznanim imenom.

### Primarna vira
- Anastasius Bibliothecarius, Chronographia tripartita
- Teofan Spovednik, Kronografija

### Serkundarni viri
- The Oxford Dictionary of Byzantium, Oxford University Press, 1991.
- Barbe, Dominique. Irène de Byzance: La femme empereur, Pariz, 1990.
- Encyclopædia Britannica, 11. izdaja, Cambridge University Press, 1911.
- Wace, Henry in William Smith, A Dictionary of Christian Biography, Literature, Sects and Doctrines, J. Murray, 1882.

| Irena Atenska Izavrijska dinastijaRojen: okoli 752 Umrl: 9. avgust 803 |                              |                       |
| Vladarski nazivi                                                       |                              |                       |
| Predhodnik: Konstantin VI.                                             | Bizantinska cesarica 797–802 | Naslednik: Nikefor I. |